# Mutualismo (economia)
Mutualismo é uma escola de pensamento e teoria econômica anarquista que defende uma sociedade socialista baseada em mercados livres e usufrutos, ou seja, ocupação e uso de normas de propriedade. Uma implementação desse sistema envolve o estabelecimento de uma caixa econômica mútua que emprestaria aos produtores a uma taxa de juros mínima, alta apenas o suficiente para cobrir a administração. O mutualismo é baseado em uma versão da teoria do valor-trabalho que usa como base para determinar o valor econômico. De acordo com a teoria mutualista, quando um trabalhador vende o produto de seu trabalho, ele deve receber em troca dinheiro, bens ou serviços que sejam iguais em valor econômico, incorporando "a quantidade de trabalho necessária para produzir um artigo de utilidade exatamente semelhante e igual". O produto do trabalho do trabalhador inclui a quantidade de trabalho mental e físico no preço de seu produto.
Enquanto o mutualismo foi popularizado pelos escritos do filósofo anarquista Pierre-Joseph Proudhon e é associado principalmente como uma escola de pensamento anarquista e com o socialismo libertário, suas origens como um tipo de socialismo remontam ao movimento trabalhista do século XVIII na Grã-Bretanha primeiro, depois França e, finalmente, ao movimento cartista da classe trabalhadora e aos anarquistas de Boston. Mutualistas se opõem a indivíduos que recebem renda por meio de empréstimos, investimentos e aluguéis sob relações sociais capitalistas. Embora contrário a esse tipo de renda, Proudhon expressou que nunca pretendeu "proibir ou suprimir, por decreto soberano, a renda fundiária e os juros sobre o capital. Penso que todas essas manifestações da atividade humana devem permanecer livres e voluntárias para todos: não lhes peço modificações, restrições ou supressões, exceto aquelas que resultam naturalmente e necessariamente da universalização do princípio de reciprocidade que proponho”."
Desde que assegurem o direito do trabalhador ao produto integral de seu trabalho, os mutualistas apoiam os mercados e a propriedade do produto do trabalho, diferenciando entre propriedade privada capitalista (propriedade produtiva) e propriedade pessoal (propriedade privada). Mutualistas defendem títulos condicionais à terra, cuja propriedade é legítima apenas enquanto permanecer em uso ou ocupação (o que Proudhon chamou de posse), um tipo de propriedade privada com fortes critérios de abandono. Isso contrasta com a teoria da propriedade do trabalho não provisório capitalista, em que um proprietário mantém um título de propriedade mais ou menos até que se decida dar ou vender.
Como socialistas libertários, os mutualistas distinguem seu socialismo de mercado do socialismo de estado e não defendem a propriedade estatal dos meios de produção. Em vez disso, cada pessoa possui um meio de produção, individual ou coletivamente, com o comércio representando quantidades equivalentes de trabalho no livre mercado. Benjamin Tucker escreveu sobre Proudhon que "embora contrário à socialização da propriedade do capital, ele visava, no entanto, socializar seus efeitos tornando seu uso benéfico para todos, em vez de um meio de empobrecer muitos para enriquecer poucos [...] submetendo o capital à lei natural da concorrência, elevando assim o preço do seu próprio uso reduzido ao custo".
Embora semelhante às doutrinas econômicas dos anarquistas individualistas americanos do século XIX, o mutualismo favorece as grandes indústrias. O mutualismo foi retrospectivamente caracterizado algumas vezes como sendo uma forma de anarquismo individualista e ideologicamente situado entre as formas individualista e coletivista de anarquismo. Proudhon descreveu a liberdade que perseguia como "a síntese do comunismo e da propriedade". Alguns consideram o mutualismo parte do anarquismo de livre mercado, anarquismo individualista e liberalismo de esquerda orientado para o mercado, enquanto outros o consideram como parte do anarquismo social.

## Controvérsias

### Anarquismo
Na Europa, um crítico contemporâneo de Proudhon foi o comunista libertário Joseph Déjacque, que conseguiu serializar seu livro L'Humanisphère, Utopie anarchique em seu periódico Le Libertaire, Journal du Mouvement Social, publicado em 27 edições de 9 de junho de 1858 a 4 de fevereiro de 1861 enquanto vivia em Nova Iorque. Contrário a Proudhon, ele argumentou que "não é o produto de seu trabalho que o trabalhador tem direito, mas a satisfação de suas necessidades, qualquer que seja sua natureza". Em sua crítica a Proudhon, Déjacque também cunhou a palavra "libertário" e argumentou que Proudhon era apenas um liberal, um moderado, sugerindo que ele se tornasse "francamente e completamente um anarquista" ao desistir de todas as formas de autoridade e propriedade. Desde então, a palavra libertário tem sido usada para descrever esse anarquismo consistente que rejeitou as hierarquias privadas e públicas, juntamente com a propriedade dos produtos do trabalho e dos meios de produção. O libertarianismo é frequentemente usado como sinônimo de anarquismo e socialismo libertário.
Uma área de desacordo entre anarcocomunistas e mutualistas decorre da alegada defesa de Proudhon de vales-trabalho para compensar os indivíduos por seu trabalho e mercados ou mercados artificiais de bens e serviços. No entanto, a alegação persistente de que Proudhon propôs uma moeda de trabalho foi contestada como um mal-entendido ou deturpação. Como outros anarcocomunistas, Piotr Kropotkin defendeu a abolição da remuneração do trabalho e questionou: "como pode esta nova forma de salário, a nota de trabalho, ser sancionada por aqueles que admitem que casas, campos, moinhos não são mais propriedade privada, que pertencem à comuna ou à nação?". De acordo com George Woodcock, Kropotkin acreditava que um sistema salarial, seja "administrado pelos Bancos do Povo ou por associações de trabalhadores por meio de cheques trabalhistas", é uma forma de compulsão.
O anarquista coletivista Mikhail Bakunin também foi um crítico inflexível do mutualismo de Proudhon, afirmando: "Quão ridículas são as ideias dos individualistas da escola de Jean-Jacques Rousseau e dos mutualistas de Proudhon que concebem a sociedade como o resultado do livre contrato de indivíduos absolutamente independentes uns dos outros e que só se relacionam mutuamente por causa da convenção estabelecida entre os homens. Como se esses homens tivessem caído dos céus, trazendo consigo a fala, a vontade, o pensamento original, e como se fossem estranhos a qualquer coisa da terra, isto é, a qualquer coisa de origem social". Bakunin também criticou especificamente Proudhon, afirmando que, "apesar de todos os seus esforços para se libertar das tradições do idealismo clássico, Proudhon permaneceu um idealista incorrigível durante toda a sua vida, influenciado em um momento pela Bíblia e no outro pela Lei Romana (como eu disse a ele dois meses antes de morrer)."